# Armée du district de l'Ouest (Japon)
L'armée du district de l'Ouest (西部方面軍, Seibu-hōmen gun) est un commandement régional de l'armée impériale japonaise responsable de la défense de la région de Kantō et de l'ouest de l'île de Honshū, de Shikoku et de Kyūshū pendant la guerre du Pacifique. Elle est l'un des commandements régionaux stationnés au Japon dirigés par le commandement général de défense.

## Histoire
L'armée du district de l'Ouest est établie le 2 août 1937 dans le cadre du réalignement régional de l'armée impériale japonaise sous le nom de commandement de défense de l'Ouest (西部防衛司令部, Seibu Boei Shireibu). Elle est essentiellement une milice et une garnison responsable du recrutement et de la sécurité civile.
Le 1er août 1940, elle est renommée armée de l'Ouest (西部軍, Seibu-gun), puis armée du district de l'Ouest le 1er février 1945.
L'armée du district de l'Ouest existe concurremment avec la 16e armée régionale et la 15e armée régionale, qui sont chargées d'organiser les défenses finales de Kyūshū et Shikoku contre une prochaine invasion américaine du Japon. L'armée du district de l'Ouest assume toutes ses fonctions administratives alors que les armées régionales sont opérationnelles au combat.
L'armée du district de l'Ouest reste active pendant plusieurs mois après la capitulation du Japon pour aider à maintenir l'ordre public jusqu'à l'arrivée des forces d'occupation américaines et pour superviser la démobilisation et la dissolution de l'armée impériale japonaise.

## Commandants

### Officiers
|   | Nom                                 | De               | À                |
| - | ----------------------------------- | ---------------- | ---------------- |
| 1 | Lieutenant-général Tomou Kodama     | 2 août 1937      | 15 juillet 1938  |
| 2 | Lieutenant-général Takurō Matsui    | 15 juillet 1938  | 9 mars 1940      |
| 3 | Lieutenant-général Heitaro Kamimura | 9 mars 1940      | 10 avril 1941    |
| 4 | Général Keisuke Fujie               | 10 avril 1941    | 22 mars 1944     |
| 5 | Général Sadamu Shimomura            | 22 mars 1944     | 22 novembre 1944 |
| 6 | Lieutenant-général Isamu Yokoyama   | 22 novembre 1944 | 13 octobre 1945  |
| 7 | Lieutenant-général Kanji Nishihara  | 13 octobre 1945  | novembre 1945    |

### Chef d'état-major
|   | Nom                                 | De               | À                |
| - | ----------------------------------- | ---------------- | ---------------- |
| 1 | Major-général Shuntoku Nagami       | 2 août 1937      | 15 juillet 1938  |
| 2 | Major-général Rion NIshimura        | 15 juillet 1938  | 9 mars 1940      |
| 3 | Lieutenant-général Kazuo Isa        | 9 mars 1940      | 1er mars 1941    |
| 4 | Lieutenant-général Shinnosuke Sasa  | 1er mars 1941    | 22 décembre 1942 |
| 5 | Lieutenant-général Wataro Yoshinaka | 22 décembre 1942 | 3 mai 1945       |
| 6 | Lieutenant-général Masazumi Ineda   | 3 mai 1945       | 13 octobre 1945  |